# Elodie Picard
Elodie Picard (8 september 1997) is een Belgisch hockeyspeelster.

## Levensloop
Picard kwam uit voor White Star HC, met deze club dwong ze in 2018 in het zaalhockey de promotie af naar de 1e divisie van de Club Cup.  Sinds 2019 is ze aangesloten bij Royal Antwerp HC.
Daarnaast is ze actief bij het Belgisch hockeyteam. In deze hoedanigheid nam ze onder meer deel aan Pro League van 2019 en de  Europees kampioenschappen van 2019 en 2021. Ook maakte ze deel uit van de indoor red panthers die in groep B op het Europees kampioenschap   van 2018 in de 2e divisie van het zaalhockey de promotie naar de 1e divisie afdwongen. In 2020 in het Wit-Russische Minsk maakte ze eveneens deel uit van de nationale selectie.